# Testarotho
Testarotho (テスタロト, Tesutaroto) est un shōnen manga de Kei Sanbe prépublié dans le magazine Monthly Shōnen Ace et publié par l'éditeur Kadokawa Shoten en quatre volumes reliés sortis entre février 2001 et novembre 2002. La version française a été éditée par Soleil Manga dans la collection « Vegetal Manga » en quatre tomes sortis entre juillet 2003 et février 2004.

## Synopsis
La sœur Capria vient de terminer son séjour au sein de son couvent. Elle est maintenant sollicitée au concile de conversion des hérétiques afin d'y devenir membre régulier pour le Vatican. Une fois sur place, elle fera la rencontre de l'inquisiteur à qui elle doit fidélité : le père Garrincha, ainsi que les congénères avec qui elle devra travailler. Parmi eux, il y a le médecin Socrates, le père Ginola et le père Léonidas. Lorsqu'elle assiste à l'exécution d'un des membres de Materia, un groupe d'hérétiques, mais surtout après avoir parlé avec l'un d'entre eux, Capria doute quelque peu de la "justice" du groupe qu'elle est en train de servir...

## Liste des volumes
| no | Japonais         | Japonais          | Français        | Français      |
| no | Date de sortie   | ISBN              | Date de sortie  | ISBN          |
| -- | ---------------- | ----------------- | --------------- | ------------- |
| 1  | 27 février 2001  | 978-4-04-926166-0 | 20 juillet 2003 | 9782845655522 |
| 2  | 30 mai 2001      | 978-4-04-926174-5 | 20 juillet 2003 | 9782845655904 |
| 3  | 25 mars 2002     | 978-4-04-926194-3 | 26 octobre 2003 | 9782845656031 |
| 4  | 28 novembre 2002 | 978-4-04-926211-7 | 26 février 2004 | 9782845657045 |

## Autres éditeurs
- CMX Manga (en)

### Édition japonaise
Kadokawa Shoten
1. 1 2  (ja) « Tome 1 ».
2. 1 2  (ja) « Tome 2 ».
3. 1 2  (ja) « Tome 3 ».
4. 1 2  (ja) « Tome 4 ».

### Édition française
Soleil Productions
1. 1 2  (fr) « Tome 1 », sur manga-news.com.
2. 1 2  (fr) « Tome 2 », sur manga-news.com.
3. 1 2  (fr) « Tome 3 », sur manga-news.com.
4. 1 2  (fr) « Tome 4 », sur manga-news.com.